# Conus micropunctatus
Espèce
Statut de conservation UICN

 LC  : Préoccupation mineure
Conus micropunctatus est une espèce de mollusques gastéropodes marins de la famille des Conidae.
Comme toutes les espèces du genre Conus, ces escargots sont prédateurs et venimeux. Ils sont capables de « piquer » les humains et doivent donc être manipulés avec précaution, voire pas du tout.

## Description
La taille de la coquille varie entre 15 mm et 35 mm.

## Distribution
Cette espèce est présente dans l'océan Atlantique au large de l'Angola.

### Niveau de risque d’extinction de l’espèce
Selon l'analyse de l'UICN réalisée en 2011 pour la définition du niveau de risque d'extinction, bien que la distribution de cette espèce soit assez large, elle se trouve sur des terrains inaccessibles et est donc peu ciblée par les collectionneurs. Des prospections pétrolières ont été effectuées le long de la côte angolaise et d'éventuelles explorations pétrolières pourraient avoir un effet sur la côte angolaise dans le futur, mais il n'y a pas de développement actuel de ces activités. L'espèce a été évaluée comme étant de préoccupation mineure.

## Taxonomie

### Publication originale
L'espèce Conus micropunctatus a été décrite pour la première fois en 2000 par les malacologistes Emilio Rolán (d) et Dieter Röckel (d) dans « Argonauta »,.

### Synonymes
- Conus (Lautoconus) micropunctatus Rolán & Röckel, 2000 · appellation alternative
- Varioconus micropunctatus (Rolán & Röckel, 2000) · non accepté